# Pitești
Pitești (phát âm tiếng Romania: [piˈteʃtʲ]) là một thành phố của România, nằm bên sông Argeșr. Thành phố là thủ phủ của hạt Argeș. Đây là thành phố lớn thứ 13 quốc gia này, là một trung tâm thương mại và công nghiệp quan trọng trong vùng. Thành phố Piteşti có dân số 168.458 người (theo điều tra dân số năm 2002), diện tích km2. Thành phố có độ cao 287 mét trên mực nước biển. Thành phố là nơi đặt nhà máy lọc dầu Arpechim.